# سیارک ۹۹۹۵
سیارک ۹۹۹۵ (به انگلیسی: 9995 Alouette، نامگذاری:4805P-L) نه هزار و نهصد و نود و پنجمین سیارک کشف شده‌است که در ۲۴ سپتامبر ۱۹۶۰ کشف شد.
قدر مطلق سیارک برابر ۱۵٫۱۰ است.